# 岷茫水系工程
岷茫水系工程是四川省乐山市井研县规划建设的一个水利工程，计划将岷江引入境内的茫溪河，除解决本县用水问题，还可惠及乐山市市中区、五通桥区和犍为县。工程分三期建设，计划于2021年9月正式开工，预计2025年全面完工。一期工程拟自岷江干流眉山市青神县白果乡境内引水，自流到井研县境内茫溪河，新建引水隧洞26公里，设计流量8.5立方米每秒，多年平均总引水量6820万立方米，工程估算总投资9.2亿元；二期实施改扩建水库工程，新建囤蓄水工程新桥水库，设计蓄水量为535万立方米，投资3.6亿元；三期实施配套渠系工程，投资4.98亿元。